# IQVIA
IQVIA (до слияния в 2018 году — Quintiles Transnational) —  компания, оказывающая услуги в фармацевтической и биофармацевтической областях и корпоративного аутсорсинга. Включает сеть из подразделений в примерно ста странах, общее число сотрудников около 55,000 . Основа бизнеса — помощь в развитии и коммерциализации фармпрепаратов, то есть компания в первую очередь функционирует как контрактная исследовательская организация, но также оказывает консультационные услуги на других этапах разработки и коммерциализации лекарств.

## История
Quintiles была основана в 1982 Деннисом Гиллингсом (англ. Dennis Gillings),  ставшим потом профессором биостатистики в Университете Северной Каролины. Он имел степень кандидата наук (Ph.D.) и был награждён Орденом Британской Империи.
Ключевые даты:
- 1974: Деннис Гиллингс подписывает первый контракт на проведение консультирования по статистике.
- 1982: Quintiles, Inc., основана в Северной Каролине.
- 1990: Основаны Quintiles Pacific Inc. и Quintiles Ireland Ltd.
- 1991: Quintiles GMBH основана в Германии; Quintiles Laboratories Ltd. основана в Атланте, Джорджия
- 1996: Quintiles покупает Innovex Ltd. и BRI International Inc., становясь крупнейшей в мире контрактной исследовательской компанией[4]
- 1997: Quintiles становится публичной компанией, успешно проведя вторичное размещение акций.
- 1998: Quintiles становится первой компанией в отрасли, преодолевшей рубеж в 1 млрд долларов, опубликовав отчетность с чистой выручкой 1.19 млрд долл. США.
- 1999: Компания входит в индекс S&P 500.
- 2003: Совет директоров дает согласие на объединение с Pharma Services Holdings Inc; Quintiles становится приватной компанией.
- 2003: Компания впервые и первой в своей отрасли была названа среди 25 лучших международных работодателей.[5]
- 2009: Quintiles открывает новый центральный офис в городе Дарем (Северная Каролина)
- 2010: Quintiles открывает новый европейский головной офис в Великобритании и начинает выполнять операции в восточной Африке.
- 2011: Quintiles покупает Advion Biosciences, биоаналитическую лабораторию, базирующуюся в Итака, Нью-Йорк
- 2013: Quintiles подает заявку на IPO 15 февраля, и готовится вновь стать публичной компанией [6]
- 2013: Quintiles торгуется на Нью-Йоркской бирже акций (NYSE), тикет Q [7]
- 2014: Quintiles вошла в список Fortune 500
- 2016: Слияние с IMS Health. Переименована в QuintilesIMS.
- 2017: В Ноябре 2017 года переименована в IQVIA.

## Внешние ссылки
- Quintiles Transnational Corporation website